# Cátedra Simonyi para a Compreensão Pública da Ciência
A Cátedra Simonyi para a Compreensão Pública da Ciência é uma cadeira professoral na Universidade de Oxford. A cátedra foi criada em 1995 com doações de Charles Simonyi com a intenção expressa de que o premiado faça importantes contribuições para a compreensão pública de algum campo científico e de que seu primeiro titular deveria ser Richard Dawkins.
Em 2008, Dawkins se aposentou e foi eleito para a cadeira o matemático Marcus du Sautoy.

## Catedráticos
- 1995-2008 Richard Dawkins
- 2008 Marcus du Sautoy